# Schiers
Schiers (toponimo tedesco; in romancio Aschera , in italiano Sceria o Acerina, desueti) è un comune svizzero di 2 727 abitanti del Canton Grigioni, nella regione Prettigovia/Davos.

## Storia
Nel 1878 ha inglobato il comune soppresso di Schuders.

## Monumenti e luoghi d'interesse
- Chiesa riformata di San Giovanni, attestata dal 1101 e ricostruita nel XVII e nel XVIII secolo[3];
- Ponte Salginatobel.

## Società

### Evoluzione demografica
L'evoluzione demografica è riportata nella seguente tabella (dal 1900 con Schuders):
Abitanti censiti

### Lingue e dialetti
Già paese di lingua romancia, è stato germanizzato entro il XVI secolo da coloni walser e della valle del Reno.

## Geografia antropica

### Frazioni
Le frazioni di Schiers sono:
- Lunden
- Fajauna-Stels
- Maria-Montagna
- Pusserein
- Schuders[5]
  - Salfsch

## Infrastrutture e trasporti

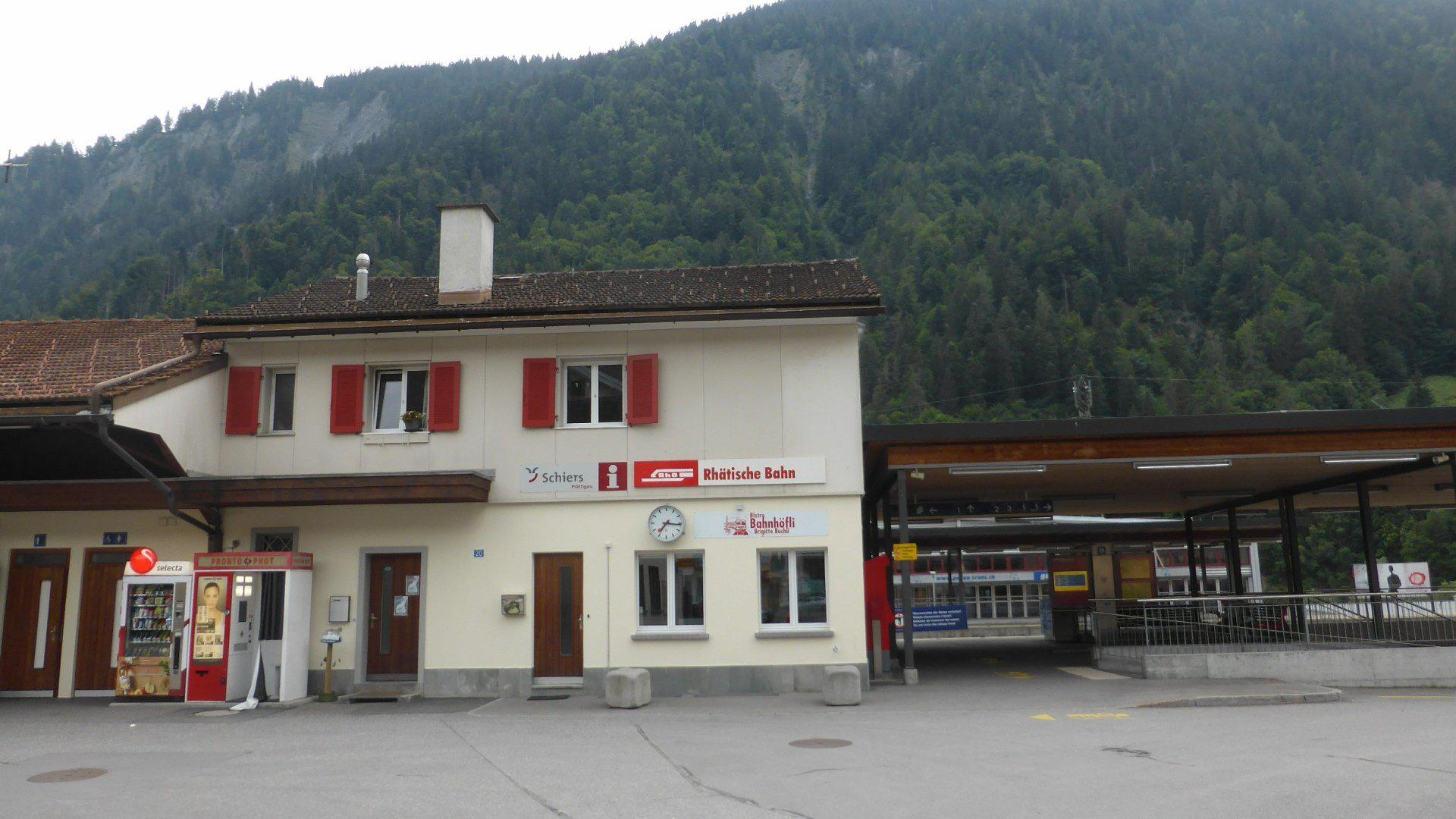
La stazione di Schiers

Schiers è servito dall'omonima stazione della Ferrovia Retica, sulla linea Landquart-Davos.